# 東アジア競技大会ソフトテニス競技
東アジア競技大会におけるソフトテニス競技（ひがしアジアきょうぎたいかいにおけるソフトテニスきょうぎ）は、1997年大会より行われている。1993年大会ではデモンストレーション種目として参加。2009年大会では種目から外れたが、2013年大会で復活。

## 概要

### 種目
- 男子国別対抗団体戦[2]
- 女子国別対抗団体戦
- 男子ダブルス
- 女子ダブルス
- ミックスダブルス（第6回大会のみ実施）
- 男子シングルス
- 女子シングルス

### 第一回上海大会
- 1993年5月10日〜14日　中国上海市旗忠テニスコート

ソフトテニスはデモンストレーション（公開競技）として団体戦のみが競技されている。日本、韓国、台湾、中国、モンゴル、香港、北朝鮮が参加（他に地元中国の上海郵電が参加）。男女とも韓国が優勝。日本は男女とも３位。

### 第二回釜山大会
- 1997年5月13日〜18日　韓国釜山市釜山総合運動場社稷テニスコート

ソフトテニスは正式競技として参加、男子団体戦、女子団体戦、男子ダブルス、女子ダブルス、男子シングルス、女子シングルスの六種目が行われた。開催国韓国が六種目完全優勝を達成。ユウ・ヨンドンが三冠完全優勝を達成。日本は男子団体が国際大会で初めて４位に転落している。

### 第三回大阪大会
- 2001年5月21日〜26日　大阪府マリンテニスパーク北村

開催国日本が六種目中五種目に優勝（男女団体、男女ダブルス、女子シングルス）。水上志乃が三冠完全優勝を達成。

### 第四回マカオ大会
- 2005年10月29日〜11月2日　マカオ　コタイインターナショナルスポーツコンプレックス

男子は台湾、女子は日本が３種目完全優勝。王俊彦（台湾）、玉泉春美（日本）が３冠完全優勝を達成。

### 第五回香港大会
- 2009年12月

ソフトテニスは実施競技から除外。

### 第六回天津大会
- 2013年10月10〜14日　中国天津市天津テニスセンター

長江光一、キムエギョンが３冠獲得。
長江は日本男子として史上初の国際大会シングルス優勝。

## 獲得メダル総数
男女総合（含むミックス）
| 順 | 国・地域             | 金 | 銀 | 銅 | 計 |
| -- | -------------------- | -- | -- | -- | -- |
| 1  | 日本                 | 13 | 3  | -  | -  |
| 2  | 韓国                 | 8  | 15 | -  | -  |
| 3  | チャイニーズタイペイ | 3  | 5  | -  | -  |
| 4  | 中華人民共和国       | 0  | 1  | -  | -  |

男子
| 順 | 国・地域             | 金 | 銀 | 銅 | 計 |
| -- | -------------------- | -- | -- | -- | -- |
| 1  | 日本                 | 5  | 1  | 5  | 11 |
| 2  | 韓国                 | 4  | 7  | 5  | 16 |
| 3  | チャイニーズタイペイ | 3  | 4  | 2  | 9  |
| 4  | 中華人民共和国       | 0  | 0  | 1  | 1  |

女子
| 順 | 国・地域             | 金 | 銀 | 銅 | 計 |
| -- | -------------------- | -- | -- | -- | -- |
| 1  | 日本                 | 7  | 2  | 5  | 14 |
| 2  | 韓国                 | 5  | 8  | 3  | 16 |
| 3  | チャイニーズタイペイ | 0  | 1  | 6  | 7  |
| 4  | 中華人民共和国       | 0  | 0  | 1  | 1  |

## 大会結果
|   |        | 男子国別 対抗戦 | 女子国別 対抗戦 | 男子 ダブルス                        | 女子 ダブルス                        | 男子 シングルス           | 女子 シングルス           | ミックス ダブルス          | 備考 |
| - | ------ | --------------- | --------------- | ------------------------------------ | ------------------------------------ | ------------------------- | ------------------------- | -------------------------- | ---- |
| 6 | 2013年 | 日本            | 日本            | 篠原秀典 小林幸司 （日本）           | キム・エギョン チュ・オク （韓国）   | 長江光一 （日本）         | キム・エギョン （韓国）   | 小林奈央 長江光一 （日本） |      |
| 4 | 2005年 | 台湾            | 日本            | 王俊彦 方同賢 （台湾）               | 玉泉春美 上嶋亜友美 （日本）         | 王俊彦 （台湾）           | 玉泉春美 （日本）         | —                          |      |
| 3 | 2001年 | 日本            | 日本            | 中堀成生 高川経生 （日本）           | 水上志乃 八谷志帆 （日本）           | バン・ジュンハン （韓国） | 水上志乃 （日本）         | —                          |      |
| 2 | 1997年 | 韓国            | 韓国            | イ・スンスブ ユウ・ヨンドン （韓国） | カン・ジスク ジョン・キウン （日本） | ユウ・ヨンドン （韓国）   | キム・キョンジャ （韓国） | —                          |      |

- 第1回大会は公開競技として団体戦のみが競技されている。第5回大会ではソフトテニスは不採用。